# Білорусь на зимових Олімпійських іграх 2018
Білорусь на зимових Олімпійських іграх 2018, які пройдуть з 9 по 25 лютого в Пхьончхані (Південна Корея), що проходили з 9 по 25 лютого 2018 у Пхьончхані (Південна Корея), була представлена 17 спортсменами в 3 видах спорту.

## Медалісти
| Медалі | Спортсмени                                                    | Вид спорту | Дисципліна                   | Дата      |
| ------ | ------------------------------------------------------------- | ---------- | ---------------------------- | --------- |
| Золото | Ганна Гуськова                                                | Фристайл   | повітряна акробатика (жінки) | 16 лютого |
| Золото | Надія Скардіно Ірина Кривко Дінара Алімбекова Дарія Домрачева | Біатлон    | естафета (жінки)             | 22 лютого |
| Срібло | Дарія Домрачева                                               | Біатлон    | мас-старт (жінки)            | 17 лютого |

## Спортсмени
| Вид спорту          | Чоловіки | Жінки | Всього |
| ------------------- | -------- | ----- | ------ |
| Біатлон             | 5        | 5     | 10     |
| Ковзанярський спорт | 2        | 4     | 6      |
| Шорт-трек           | 1        | 0     | 1      |
| Усього              | 8        | 9     | 17     |